# Tupolev ANT-20
Il Tupolev ANT-20, noto anche col nome di Maksim Gor'kij, (in russo Туполев АНТ-20 "Максим Горький") era un aereo da trasporto multiruolo ad ala bassa progettato dall'OKB 156 diretto da Andrej Nikolaevič Tupolev e sviluppato in Unione Sovietica negli anni trenta.
Equipaggiato con 8 motori fu il più grande aereo terrestre della sua epoca.

## Storia del progetto
L'ANT-20 trae origine dal naturale sviluppo del ANT-16, un bombardiere monoplano rimasto allo stadio di prototipo, che lo TsAGI aveva progettato a partire dal 1930. L'impostazione era più classica del suo predecessore, con i più potenti motori Mikulin AM-35 alloggiati in gondole sul bordo d'attacco alare. Dato lo scarso interesse del committente, il progetto fu interrotto nel 1932, ma comunque utilizzato come base per un ulteriore sviluppo.
Nei primi anni trenta il giovane Mihailu Kol'covu, noto giornalista che godeva dell'appoggio di Stalin, aveva espresso l'idea di dedicare un aereo al "grande scrittore proletario" Maksim Gor'kij, intenzione che si consolidò nel settembre 1932 in occasione della ricorrenza del 40º anniversario dell'attività letteraria di Gorky. Il nuovo velivolo avrebbe dovuto essere il più grande aereo mai costruito ed il più rappresentativo di una serie di aerei speciali che avrebbero contribuito a esaltare le capacità della struttura politico-industriale dello Stato sovietico. A questo scopo si fece promotore di una raccolta di fondi nazionale coinvolgendo l'intera popolazione sovietica.
Il progetto fu affidato all'ufficio di progettazione (OKB) Nr.156 diretto da Andrej Nikolaevič Tupolev, per l'esperienza acquisita nella realizzazione di grandi bombardieri monoplani di costruzione metallica, gli ANT-4/TB-1 e TB-3. L'OKB realizzò il disegno di un velivolo dalle eccezionali dimensioni e dall'inconsueta configurazione nell'impianto propulsivo: sei motori sul bordo d'attacco della grande ala, più una gondola con altri due motori in configurazione traente-spingente posta sopra la fusoliera. La costruzione iniziò il 4 luglio 1933 e dopo nemmeno un anno, il 3 aprile 1934, l'aereo fu completato.
Il prototipo, rimasto poi esemplare unico, fu portato in volo per la prima volta il 17 giugno 1934 dal pilota collaudatore ed ufficiale sovietico Mihail Mihajlovič Gromov che, pur in soli 35 minuti di volo in cui si sollevò fino ad una quota di 500 m, si espresse entusiasticamente nei confronti del velivolo.

## Impiego operativo

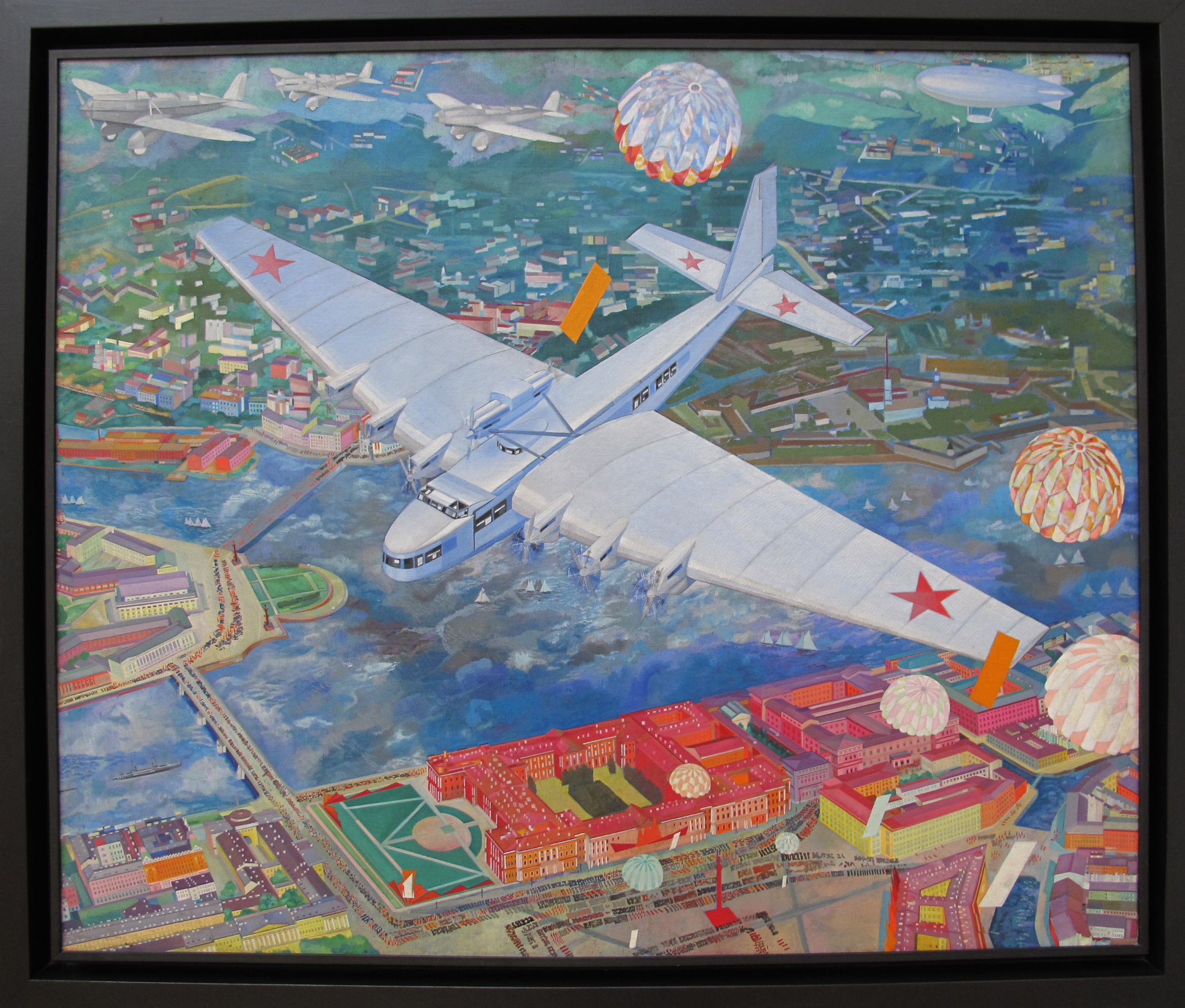
Vasily Kuptsov, Maxim Gorky ANT-20 (1934), Museo Russo, San Pietroburgo

Fu utilizzato per la propaganda stalinista, equipaggiato con una stazione radio, un laboratorio grafico, un proiettore di film con audio, una libreria e una macchina tipografica.
Primo nella storia dell'aviazione, l'aereo era equipaggiato con una scaletta pieghevole che, quando chiusa, diventava parte del pavimento.
L'aereo usava corrente alternata a 120 volt e poteva essere smontato e spostato via ferrovia.
Il 18 maggio 1935 l'ANT-20 (con a bordo i piloti I.V.Mikheyev e I.S.Zhurov) e tre altri aerei (Tupolev ANT-14, R-5 e I-5), decollarono per un volo di dimostrazione su Mosca. Il pilota dell'aereo di scorta I-5, Nikolai Blagin, sbagliò una manovra e andò a sbattere contro un'ala del Maxim Gorky, che precipitò in un quartiere residenziale di Mosca.
Morirono 45 persone: le assistenti di volo a bordo e 33 membri delle famiglie di alcune persone che avevano contribuito a costruire l'aereo.
Le autorità dichiararono che la manovra era stata compiuta per iniziativa del pilota del caccia: in tempi più recenti, però, è stato affermato che la manovra avrebbe fatto parte della manifestazione.

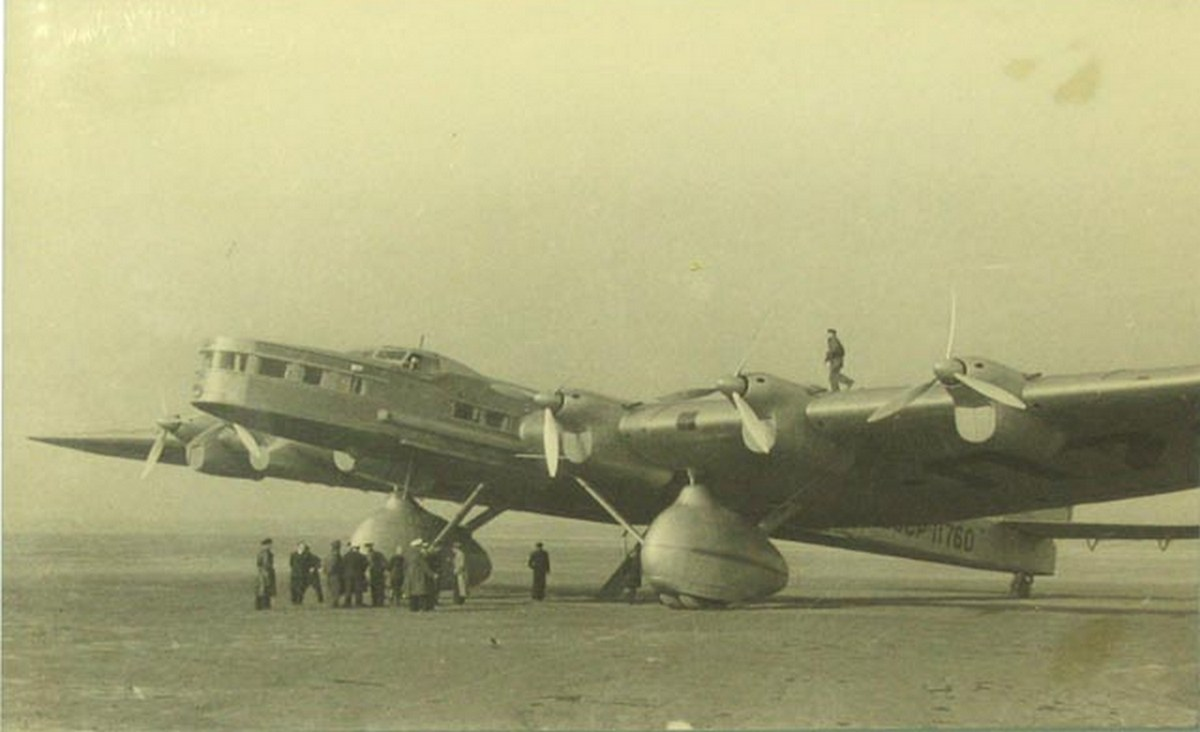
L'ANT-20bis esamotore utilizzato dalla compagnia aerea Aeroflot.

L'anno successivo fu costruito e riprogettato l'ANT-20bis, molto simile nella struttura ma con soli 6 motori, escludendo i due motori sulla fusoliera e utilizzando i più potenti AM-34FRNW. L'aereo precipitò il 14 dicembre 1942 in Turkmenistan circa due ore il decollo effettuato a Türkmenabat con destinazione Tashkent: secondo l'inchiesta il pilota avrebbe lasciato il proprio posto ad un passeggero che in sua assenza avrebbe disattivato il pilota automatico e quindi perso il controllo del velivolo; lo schianto uccise tutte le 36 persone a bordo.

## Curiosità
- Il giorno prima del tragico volo, il pilota e scrittore francese Antoine de Saint-Exupéry fu l'unico straniero autorizzato a salire a bordo dell'aereo: Exupery stava infatti intraprendendo un viaggio in Unione Sovietica e descrisse le sue esperienze in alcuni articoli nel giornale Paris-Soir.
- Furono costruite delle cuccette non solo nella carlinga ma anche sulle ali, cosicché si potesse dormire anche al loro interno.